# أيت ملول
أيت ملول هي مدينة مغربية في عمالة إنزكان أيت ملول بجهة سوس ماسة، وهي تضم 847 171 نسمة، حسب الإحصاء العام للسكان والسكنى لسنة 2014.

## تاريخ
ايت ملول كانت قبل عبارة عن غابات و أماكن زراعة معضم الاشجار عبارة عن اركان (arganier)
- سنة 1975 - تم إحداث أيت ملول كجماعة قروية.
- سنة 1992 - تحولت جماعة أيت ملول إلى جماعة حضرية.[4]
- 12 فبراير 2020 - حل الملك محمد السادس بمدينة أيت ملول وأشرف على تدشين منصة الشباب أركانة.[5]

## الجغرافيا
تتميز مدينة أيت ملول بمناخ معتدل على العموم، وشبه جاف في بعض الأحيان وتخضع لتأثيرات المحيط الأطلسي، كما أن موقعها جنوب الأطلس الكبير يحد بشكل ملحوظ من تسرب الرياح الرطبة الشمالية المحملة بالأمطار، كما تتعرض للتيارات الجنوبية والرياح الصحراوية المعروفة بجفافها وتأثيرها على قارية المناخ وارتفاع الحرارة. أما تضاريس المنطقة فهي عبارة عن سهل فيضي لا يتجاوز ارتفاعه 23 متر بينما تصل أدنى نقطة منخفظة منه 8 أمتار على مستوى سطح البحر مما يعرض المنطقة لفيضانات أثناء سقوط الأمطار الغزيرة.
وبالنسبة للمجال الغابوي فتوجد غابة أركان أدمين في الجزء الشمالي من سهل سوس وتمتد بين عمالتي انزكان أيت ملول واشتوكة أيت باها في الجنوب والجنوب الشرقي تتشكل في أغلبها من غابات طبيعية لأشجار الأركان التي تلعب دورا إيكولوجيا هاما من خلال كونها حاجزا طبيعيا أمام التصحر ومختلف أشكال التعرية كما تلعب دورا أساسيا على المستوى الاجتماعي والفلاحي والرعوي، وتعتبر شجرة الأركان بسوس رمز هوية وانتماء يعتز بها الجميع.

## التعليم
في سنة 2015، تعزز العرض التعليمي في مدينة أيت ملول بافتتاح القطب الجامعي التابع لجامعة ابن زهر، والذي جاء إنجازه لتخفيف الضغط على الكليات في مدينة أكادير.

## الثقافة
في إطار المساعي المبذولة من أجل تقريب وتنمية الثقافة لدى الساكنة المحلية، وفي إطار عمل تشاركي بين وزارة الثقافة والمجلس البلدي، تم إحداث مركز ثقافي بمدينة أيت ملول والذي أعطيت إشارة انطلاق أشغاله منذ سنة 2003، وبعد انتهاء أعمال البناء سنة 2010، عملت وزارة الثقافة على تجهيز المكتبة الوسائطية بعتاد ومعدات مكتباتية حديثة، كما أمدتها برصيد وثائقي غني ومتنوع يهم مختلف التخصصات والمجالات المعرفية. وتتواجد المكتبة في منطقة إستراتيجية بالنسبة للمدينة حيث تتوسط مجموعة من الأحياء السكنية على مقربة من العديد من المؤسسات التعليمية. وتتوزع فضاءات المؤسسة على ثلاثة مستويات مما مكنها من توفير خدمات مختلفة ومتنوعة لفائدة الرواد وتنظيم أنشطة متنوعة بكل من فضاء الأطفال، فضاء اليافعين، فضاء الكبار، فضاء الباحثين، قاعة الندوات. تتوفر البناية على مصعد كهربائي لفائدة ذوي الاحتياجات الخاصة. وهذا يمنح المكتبة إمكانية استقبال العديد من الرواد من مختلف الأعمار ومن مختلف الاهتمامات الثقافية والعلمية دون إقصاء أو تهميش.

## السكان
| السنوات    | 2004    | 2014    |
| ---------- | ------- | ------- |
| عدد السكان | 370 130 | 847 171 |

## شخصيات من أيت ملول
- جمال آيت لمعلم
- وليد أزارو

## وصلات خارجية
- الموقع الرسمي للجماعة الحضرية لأيت ملول